# Muurschildering Tweede Kostverlorenkade
De Muurschildering Tweede Kostverlorenkade is een muurschildering in Amsterdam-West.

## Inleiding
De Kostverlorenvaart is al eeuwen oud en doorsneed de landbouwgebieden van Sloten en Nieuwer-Amstel. Beide gemeenten bestonden vooral uit agrarisch gebied met hier en daar een dorpskern of wat boerderijen. Beide gemeenten zagen in de 19e eeuw aan de horizon de opkomende bebouwing van de gemeente Amsterdam aankomen. Na hevig verzet bleek Amsterdam te sterk. Nieuwer-Amstel hield eind 19e eeuw na annexatie van het dichtstbevolkte noordelijke gebied door Amsterdam een kleiner grondgebied over en Sloten werd in 1921 in haar geheel opgeslokt. Na overname van dit gebied van Nieuwer-Amstel begon Amsterdam aan haar groeistuip en begon de terreinen tussen de Singelgracht en de Kostverlorenvaart vol te bouwen. Daarbij kwam een probleem dat de al aangelegde verkeersaders (bijvoorbeeld de Kinkerstraat, maar ook het Jacob van Lennepkanaal) radiaal waren aangelegd in een voortzetting van het cirkelpatroon binnen de grachtengordel terwijl de Kostverlorenvaart juist kaarsrecht is. Op de hoek van de Tweede Kostverlorenkade en de Jacob van Lennepstraat werd er daarom een “taartpunt” neergezet; een pand in V-vorm. Onder architectuur van Jan Ernst van der Pek werd hier rond 1913 een woonblok gebouwd aan de Jacob van Lennepstraat, Tweede Kostverlorenkade en Borgerstraat. Van der Pek heeft diverse gemeentelijke en rijksmonumenten op zijn naam staan, maar deze punt valt daar niet onder; het is ingeschat als Orde 3 (behoudenswaardig). Deze “punt” was al opvallend want was begin 20e eeuw toch al vijf etages hoog (vier woonetages en één zolderetage) onder een plat dak en het stak enigszins boven de andere bebouwing uit. Toen Amsterdam ook aan de westoever van de vaart ging bouwen werd het minder opvallend.

## 21e eeuw
Veel van de woningen uit gordel 1900-1940 waren eind 20e eeuw opgebruikt en voldeden ook niet meer aan de bouwnormen en eisen van (toekomstige) bewoners. In het kader van een grote stadsvernieuwing gingen hele delen van de Kinkerbuurt tegen de vlakte om plaats te maken voor nieuwbouw. Die grootscheepse sanering pakte niet uit zoals in eerste instantie gedacht; men kwam er van terug en zo bleef onder meer dit stuk voor de sloop gespaard. In de jaren tien van de 21e eeuw werd genoemd bouwblok gerenoveerd en werd er onder eigendom van woningcorporatie Rochdale gewerkt om het blok voor de toekomst te behouden. Bovendien wilden bewoners en corporatie, die dit gebouw liet bouwen, dit opvallende gebouw haar “landmarkstatus” teruggeven, die het in de loop der tijd was verloren. Er werd een wedstrijd uitgeschreven om deze blinde kopgevel van baksteen een frisser aangezicht te geven. Na overleg kwam het voorstel van Aam Solleveld als winnaar uit de buis.

## Muurschildering
In plaats van een figuratieve schildering, zoals elders in de stad, maakte Solleveld een abstracte muurschildering met fijn lijnenspel. Ze probeerde daarmee het lijnenspel van de originele bebouwing terug te laten komen, terwijl ze tegelijkertijd keek naar de modernere bebouwing aan de overzijde van de vaart, waar de sanering inmiddels ook had toegeslagen. Solleveld kwam ook vijf etages evenwijdig aan de originele ramenrijen, maar dan niet gelijk lopend. Vijf verschillende ornamentvormen werden per segment over de gevel verdeeld en zijn terug te voeren op de woningen waarop de schildering is gezet. Solleveld hield bij de schildering rekening met de plaats van originele gevelankers en “de eerste steen” (Rochdale) die in gevel gezet waren, maar ook twee schakelkastjes die voor de punt staan. In tegenstelling tot de vele muurschildering die gezet zijn vanuit de spuitbus, werd deze met “echte verf” geschilderd. De muurschildering vouwt zich daarbij ook om de hoeken. Het hoekig geheel werd afgerond met een grote gele blikvanger boven in de gevel. Die kleur ontleende ze aan ander werk van Van der Pek. Het geeft de schildering extra nadruk; een soort tweedimensionale vuurtoren, die de scheepvaart noordwaarts begeleid. 
Aam Solleveld heeft als signatuur het lijnenspel en was/is werkzaam op de terreinen van het Wilhelmina Gasthuis.